# Municipio de Washington (condado de Anderson)
El municipio de Washington (en inglés: Washington Township) es un municipio ubicado en el condado de Anderson en el estado estadounidense de Kansas. En el año 2010 tenía una población de 272 habitantes y una densidad poblacional de 2,92 personas por km².

## Geografía
El municipio de Washington se encuentra ubicado en las coordenadas 38°13′18″N 95°17′29″O / 38.22167, -95.29139. Según la Oficina del Censo de los Estados Unidos, el municipio tiene una superficie total de 93.22 km², de la cual 91,4 km² corresponden a tierra firme y (1,96 %) 1,82 km² es agua.

## Demografía
Según el censo de 2010, había 272 personas residiendo en el municipio de Washington. La densidad de población era de 2,92 hab./km². De los 272 habitantes, el municipio de Washington estaba compuesto por el 95,96 % blancos, el 1,84 % eran amerindios, el 0,74 % eran asiáticos, el 0,37 % eran de otras razas y el 1,1 % eran de una mezcla de razas. Del total de la población el 0,74 % eran hispanos o latinos de cualquier raza.